# Temporada (esporte)
Em uma liga esportiva organizada, uma temporada (inglês: season) é a porção de um ano na qual jogos regulamentados de um esporte acontecem. 
No futebol brasileiro, a temporada se inicia com os principais campeonatos estaduais, em janeiro, e acaba no começo de dezembro, com o fim do Campeonato Brasileiro; no futebol europeu, é geralmente de agosto (final do verão do hemisfério norte) até maio do ano seguinte (final da primavera do hemisfério norte) (apesar de que em alguns países, especialmente aqueles da Escandinávia, a temporada comece na primavera e termine no outono devido às condições de clima encontradas durante o inverno). 
Na Major League Baseball, uma temporada dura aproximadamente de abril a setembro (do meio da primavera do hemisfério norte até o início do outono). No Futebol americano a temporada vai de agosto até fevereiro, no Futebol universitário a temporada começa em agosto, e em setembro a mesma se inicia para National Football League (a liga de futebol americano profissional) e se estende até dezembro para o Futebol americano universitário, terminando com os campeonatos universitários de futebol americano no começo de janeiro, nesse mesmo mês também acontecem os playoffs da National Football League no qual os finalistas (um da Conferência Americana e o outro da Conferência Nacional) se encontram no Super Bowl que acontece em fevereiro (um exemplo de final de temporada esportiva). Um ano, muitas vezes, pode ser dividido em várias partes distintas (às vezes, elas mesmas chamadas “temporadas”). São elas:

## Pré-temporada
A maioria dos esportes coletivos tem um período de treinos e partidas de exibição ou amistosas antes do início oficial da temporada. Os resultados dos jogos não têm nenhum significado para a temporada que está por vir, mas servem como um modo de preparar os jogadores e a equipe, e elevar o perfil da equipe por meio de excursões lucrativas.

## Temporada regular
O termo temporada regular (regular season) é usado para indicar o tempo quando a parte principal das partidas é disputada. Na América do Norte, é comum estabelecer um número de jogos a serem disputados na temporada regular, antes da pós-temporada. Em outros lugares, competições de liga e/ou copa são jogadas durante esse tempo. Dependendo do esporte e da liga, todas as equipes podem ou não jogar umas contra as outras. Há normalmente um número predeterminado de jogos. Tipicamente, uma equipe jogará metade das partidas em sua “casa” e outra metade “fora”.

## Pós-temporada
Ver Competições eliminatórias
Em esportes com mata-matas (ou playoffs), eles geralmente ocorrem após o término da temporada regular. Um número seleto de equipes, geralmente aquelas com a melhor marca total (mais vitórias, menos derrotas), entram em um torneio mata-mata. Cada esporte pode usar um de muitos sistemas de mata-mata para determinar o campeão. As equipes competem entre si pelo prêmio máximo de sua liga.

## Baixa temporada
A baixa temporada (off-season) é o tempo do ano quando não há nenhuma competição oficial. Embora a gerência dos clubes continue a trabalhar, os atletas tirarão férias. Também, vários eventos como drafts, transferências e importantes contratações de agentes livres ocorrem. Geralmente, a maior parte dos atletas mantém a forma durante a baixa temporada em preparação para a próxima temporada. Certas novas regras na liga podem ser feitas durante esse tempo, e se tornarão válidas durante a próxima temporada regular.

## Temporadas por esporte
Temporadas regulares de certos esportes ocorrem normalmente durante esses meses:
- Automobilismo - O ano todo, mas geralmente concentrado de março a outubro.
- Basquetebol — Na maioria dos países, no final de outubro a meados de abril, com os playoffs (mata-mata) se estendendo até meados de junho.
- Beisebol — De abril a início de outubro, com os playoffs se estendendo até o início de novembro.
- Futebol - Normalmente, de agosto a maio, no hemisfério norte, e de fevereiro a novembro, no hemisfério sul. Em alguns países do hemisfério norte com climas severos no inverno (como Estados Unidos, Noruega e Suécia), a temporada é disputada dentro de um ano civil (aproximadamente de março a novembro) para evitar o pior clima. No entanto, outras ligas usam pausas de inverno para evitar a maioria dos dias mais frios para evitar que os jogadores sofram de hipotermia.
- Futebol Americano — No caso da NFL, a temporada regular começa no segundo fim de semana de setembro (depois de um mês de jogos de exibição) e termina 17 semanas depois, em torno do dia de Ano Novo. Os playoffs culminam com o Super Bowl (final) no primeiro domingo de fevereiro.
- Golfe - O ano todo.
- Hóquei no Gelo — Na maioria dos países onde é praticado, de início de outubro a meados de abril, com os playoffs se estendendo até o início de junho.
- Natação - O ano todo.
- Tênis - O ano todo.